# Wilhelm Burgdorf
Wilhelm Burgdorf (Fürstenwalde, 14 de febrer de 1895 † Berlín, 1 de maig de 1945) era un oficial alemany.
Va servir com a comandant i oficial de l'Estat Major en l'exèrcit alemany durant la Segona Guerra Mundial.
Burgdorf va servir com a comandant del 529 Regiment d'Infanteria des de maig de 1940 a abril de 1942. El maig de 1942 va ser nomenat subdirector del departament de personal de l'exèrcit i promogut a cap del departament a l'octubre de 1944, una posició que va conservar fins a la mort. Durant aquest període, també va servir com a Ajudant Principal de Hitler. Com a part d'aquesta funció, va tenir un paper fonamental en la mort del Mariscal Erwin Rommel. Rommel havia estat implicat (tenint un paper perifèric) en l'atemptat del 20 de juliol de 1944 per matar a Hitler.
Hitler va reconèixer que arrossegar el general més popular a Alemanya davant un tribunal popular causaria un escàndol nacional i, en conseqüència, va preparar una maniobra. El general Burgdorf i el general Ernst Maisel van arribar a la casa de Rommel el 14 d'octubre de 1944. Havia estat instruït pel Mariscal Wilhelm Keitel perquè oferís a Rommel l'elecció entre prendre verí, rebre un funeral d'Estat i immunitat per a la seva família, o afrontar un procés per traïció. Rommel va acceptar i marxar amb els dos generals, la família va rebre una trucada telefònica, aproximadament quinze minuts més tard, dient que havia mort.
Al final de la guerra fou un dels oficials més lleials a Adolf Hitler i el va seguir al Führerbunker (búnquer de Hitler). Després dels suïcidis de Hitler i Joseph Goebbels, es va suïcidar juntament amb el seu amic el Cap d'Estat Major Hans Krebs. Burgdorf, Goebbels, Krebs i Bormann testificaren i van signar la darrera voluntat i testament de Hitler.